# مسك وعنبر (مسلسل)
مسك وعنبر مسلسل كوميدي خليجي إنتاج 2008، من إخراج عبد العزيز المسلم يحتوي على 30 حلقة متصلة منفصلة، وسيتم ترجمته للغة الإنجليزيه بهدف تسويقة لعدة محطات أوروبية، المسلسل بنفس أسلوب (سينمائيات) الذي قدمه عبد العزيز المسلم في 1998.

## بطولة وتمثيل
المسلسل من بطولة 60 ممثل وممثلة تقريبا ومن ابرزهم:
- سعد الفرج
- غانم الصالح
- عبد العزيز المسلم
- جاسم النبهان
- انتصار الشراح
- سمير القلاف
- إلهام الفضالة
- هبة الدري
- عبد الله الباروني
- محمد الشعيبي
- سلمى سالم
- مشعل الشايع
- نادية كرم
- فوزي القاضي
- شوق
- محمد الحملي
- ناصر الجزاف
- منى البلوشي

### ضيوف الشرف
- عبد الإمام عبد الله
- عبد العزيز الحداد
- عبير الجندي
- خالد البريكي
- أميرة محمد
- إيمان القصيبي
- مرام
- فوزية عزت
- عبد الرزاق خلف
- عبد المحسن العمر
- بدور عبد الله
- جاسم الجاسم
- حنان الصالح
- عبد الله الرميان
- صالح القلاف

## الحلقات
| الرقم | العنوان                       | المخرج                                | المؤلف                                           | البطولة |
| ----- | ----------------------------- | ------------------------------------- | ------------------------------------------------ | --- |
| 1     | كل شيء تمام                   | أحمد البيلي                           | جوهر جويهل                                       | غانم الصالح، عبد العزيز المسلم، أميرة محمد، فوزية عزت، عبد الحميد الرفاعي |
| 2     | ديرة كاوبوي                   | شيرويت عادل                           | عبد العزيز المسلم                                | سعد الفرج، عبدالعزيزالمسلّم، انتصارالشراح، مشعل الشايع، محمد الشعيبي، جمال الشطي، ياسر العماري، عبد الله الرميان، فوزي القاضي، بدور عبد الله، جاسم الجاسم، ناصرالبلوشي، منى البلوشي . |
| 3     | أمي خدامة                     | أحمد البيلي                           | عبد العزيز المسلم                                | عبد العزيز المسلم، أميرة محمد، سلمى سالم، شوق وفوزي القاضي وهاشم دشتي ومنى البلوشي.                                                                                                  |
| 4     | فخ النساء                     | شيرويت عادل                           | عبد العزيز المسلم                                | عبد العزيز المسلم، إلهام الفضالة،مرام، عبد الله الباروني، سلمى سالم، شوق ونادية كرم.                                                                                                 |
| 5     | صرخة بنص الليل "الجزء الأول"  | أحمد البيلي                           | عبد العزيز المسلم                                | سعد الفرج، عبد العزيز المسلم، جاسم النبهان، خالد أمين، هبة الدري، ياسر العماري ونادية كرم ومشعل الشايع ومحمد الشعيبي وجمال الشطي، ناصر البلوشي.                                      |
| 6     | صرخة بنص الليل "الجزء الثاني" | أحمد البيلي                           | عبد العزيز المسلم                                | سعد الفرج، عبد العزيز المسلم، جاسم النبهان، خالد أمين، هبة الدري، ياسر العماري ونادية كرم ومشعل الشايع ومحمد الشعيبي وجمال الشطي، ناصر البلوشي.                                      |
| 7     | هوية عنترة                    | شيرويت عادل                           | إعداد:عبد العزيز المسلم تأليف: فوزي القاضي       | عبد العزيز المسلم، عبد الإمام عبد الله، إنتصار الشراح، محمد الحملي،شوق، مشعل الشايع، محمد الشعيبي، وجمال الشطي وعبد الرزاق خلف وعبد الله الرميان.                                    |
| 8     | بس يا قرض                     | أحمد البيلي                           | عبد العزيز المسلم                                | عبد العزيز المسلم، عبد الحميد الرفاعي، شوق، فوزي القاضي وحسين عبد الرحمن. |
| 9     | أغلى عين                      | شيرويت عادل                           | قصة: دلال الشطي سيناريو وحوار: عبد العزيز المسلم | عبد العزيز المسلم، عبير الجندي، خالد البريكي، سعود الشويعي، وهاشم دشتي. |
| 10    | التدوير والتطوير              | أحمد البيلي                           | عبد العزيز المسلم                                | عبد العزيز المسلم، انتصار الشراح، سمير القلاف، سعود الشويعي، مشعل الشايع، بورزيقه، بدر الطيار، نواف الشمري، ناصر البلوشي، إسماعيل الراشد، جاسم الجاسم، ناصرالدوب .                   |
| 11    | كونفو الفريج                  | شيرويت عادل مخرج منفذ : سليمان المواش | عبد العزيز المسلم                                | عبد العزيز المسلم، مرام، عبد المحسن العمر، مشعل الشايع، فوزي القاضي، محمد الحملي، جمال الشطي، شوق، ناصر الدوب، طلال الفرحان.                                                         |
| 12    | علي بابا و 40 وزارة           | أحمد البيلي                           | عبد العزيز المسلم                                | سعد الفرج، عبد العزيز المسلم، سمير القلاف، جمال الشطي، ناصر البلوشي، شوق، سلمى السالم، فوزي القاضي، إسماعيل راشد، سلطان شاهر .                                                       |
| 13    | حريم أول                      | شيرويت عادل                           | عبد العزيز المسلم                                | عبدالعزيزالمسلّم، انتصار الشراح، نادية كرم، فوزي القاضي، ناصر المساعد، ناصر البلوشي، محمد الهزاع، محمد الشعيبي .                                                                      |
| 14    | هاني بودر                     | أحمد البيلي                           | عبد العزيز المسلم                                | غانم الصالح، عبد العزيز المسلم، عبد الله الباروني، هبة الدري، فوزي القاضي. |
| 15    | حكم الغابة                    | شيرويت عادل                           | عبد العزيز المسلم                                | عبد العزيز المسلم، مشعل الشايع، شوق، جمال الشطي، محمد الشعيبي، بدور |
| 16    |                               | أحمد البيلي                           | عبد العزيز المسلم                                | عبد العزيز المسلم، إيمان القصيبي، عبير الجندي، فوزي القاضي. |
| 17    | غاز الصراحة                   | شيرويت عادل                           | عبد العزيز المسلم                                | عبد العزيز المسلم، جمال الشطي، مشعل الشايع، عبد الرزاق خلف، نادية كرم. |
| 18    | عناية مركزة                   | أحمد البيلي                           | عبد العزيز المسلم                                | غانم الصالح، عبد العزيز المسلم، نصر حماد، جمال الشطي ، نادية كرم. |
| 19    | الزوجة المثالية               | شيرويت عادل                           | عبد العزيز المسلم                                | عبد العزيز المسلم ، إنتصار الشراح ، هبة الدري ، نادية كرم ، بدور ،حنان الصالح |
| 20    | رجيم صويلح                    | أحمد البيلي                           | عبد العزيز المسلم                                | عبد العزيز المسلم ، مشعل الشايع ، جمال الشطي ، محمد الحملي |
| 21    | الموت حق                      | شيرويت عادل                           | عبد العزيز المسلم                                | عبد العزيز المسلم ، إنتصار الشراح ، عبد العزيز الحداد ، خالد البريكي ، جمال الشطي ، شوق ،منى البلوشي ، هاشم دشتي                                                                     |
| 22    | العمدة الجزء الأول            | أحمد البيلي                           | إعداد: عبد العزيز المسلم تأليف: مفرح حجاب        | عبد العزيز المسلم ، سمير القلاف ، نصر حماد ، سعود الشويعي ،هبة الدري ، فوزي القاضي ، نادية كرم ، عبد الله الرميان ، منى البلوشي                                                      |
| 23    | العمدة الجزء الثاني           | أحمد البيلي                           | إعداد: عبد العزيز المسلم تأليف: مفرح حجاب        | عبد العزيز المسلم ، سمير القلاف ، نصر حماد ، سعود الشويعي ،هبة الدري ، فوزي القاضي ، نادية كرم ، عبد الله الرميان ، منى البلوشي                                                      |
| 24    | المستثمر الصغير               | شيرويت عادل                           | جوهر الجويهل                                     | جاسم النبهان ، عبد العزيز المسلم ، هبة الدري ، منى البلوشي |
| 25    | إصرف ما في الجيب              | أحمد البيلي                           | عبد العزيز المسلم                                | عبد العزيز المسلم ، إلهام الفضالة ،جمال الشطي ، سلمى سالم ،حنان الصالح |
| 26    | الدار دار أبونا               | شيرويت عادل                           | عبد العزيز المسلم                                | سعد الفرج ، عبد العزيز المسلم ، عبير الجندي ، مشعل الشايع |
| 27    | الصحة والحسناء                | أحمد البيلي                           | عبد العزيز المسلم                                | عبد العزيز المسلم ، سمير القلاف ، هبة الدري ، جمال الشطي ، سلمى سالم ، فوزي القاضي ، عبد الله الرميان                                                                                |
| 28    | ما قبل التاريخ                | شيرويت عادل                           | عبد العزيز المسلم                                | عبد العزيز المسلم ، جمال الشطي ، مشعل الشايع ، شوق ، محمد الشعيبي ، بدور |

## الطاقم الفني
المسلسل تأليف الفنان عبد العزيز المسلم مع بعض الكتاب الآخرين في تقديم عدة حلقات امثال جوهر الجويهل، ومفرح حجاب وفوزي القاضي، أما شيرويت عادل والبيلي أحمد فهما المخرجان اللذان تصدرا إخراج العمل بالتتابع حيث ان المسلسل يحتاج إلى مخرج يتميز بالتصوير بأسلوب اللقطة السينمائية كاميرا (H.d)وقد أكد المسلٌم انه سيقدم هذا العمل الكوميدي بتقنيات حديثة تقدم لأول مرة في الدراما الخليجية حيث استعان المخرجان بأكثر من متخصص في الجرافيك لخروج العمل بشكل سينمائي، بالإضافة إلى المدير التنفيذي محمد دشتي ومصممة الأزياءخلود سالم وتصميم الديكور الدكتور عنبر وليد والمهندس المنفذ خالد الحرز.

## المقدمة
المقدمة من تأليف الشاعر الشيخ دعيج الخليفة الصباح ،من تلحين الفنان يوسف العماني وغناء فرقة ميامي وتنفيذ عادل الفرحان وتوزيع ربيع الصيداوي.

## مواقع التصوير
وقد تحددت عدة »لوكيشنات« مختلفة للتصوير سواء داخل الكويت من خلال ستديوهات الجابري وداخل مدينة الإنتاج الاعلامي وقد تم بناء أربع مدن في صحراء جنوب الكويت بأشراف الدكتور عنبر وليد لتصوير المسلسل والمهندس المنفذ خالد الحرز واستخدموا عدة لوكيشنات بمصر مثل حي السيدة زينب، كما إن طاقم التصوير قد استخدموا مروحية (هلوكبتر) لتصوير عدة مشاهد.

## مضمون الحلقات
المسلسل يغطي جوانب عديدة من التاريخ الخليجي والكويتي سواء من حيث استحضار التراث أو الحياة السابقة لظهور النفط وما بعده وحلقات أخرى سيكون فيها إسقاطات على الواقع من الناحيتين السياسية والاقتصادية، كما أنه عمل فني من العيار الثقيل سيفجر قضايا شائكة وممتعة في آن واحد فبالرغم من أن العمل يدور في إطار كوميدي إلا انه يحمل إسقاطات سياسية واجتماعية في غاية الأهمية، والعمل يكشف الجوانب السلبية والايجابية من خلال نقد كوميدي به عفوية، والأدوار في هذا العمل أغلبها واقعية، إلا أن العمل يتطلب بعضا من الفانتازيا في بعض حلقاته لايضاح ومعالجة حدث في نفس الوقت، وفي بعض الأحيان بشكل ساخر.

## مترجم بالأجنبية
يتجه الممثل عبد العزيز المسلم إلى دبلجة مسلسله الأخير «مسك وعنبر» إلى عدد من اللغات الأجنبية مثل الإنجليزية والفرنسية وذلك بهدف تسويقه للفضائيات الأوروبية وهذا من مبدأ أن أعمالهم تسوق لنا مدبلجة عربياً فمن باب أولى أن ندبلج أعمالنا لهم وذلك بعد الانتشار الواسع لعدد من الأعمال المدبلجة عربياً والتي غزت الفضائيات الخليجية.
| سبقه الأصيل | أعمال مسرح السلام 2008 | تبعه سوق واقف |